# THE FIRST SLAM DUNK
『THE FIRST SLAM DUNK』（ザ・ファーストスラムダンク）は、2022年（令和4年）12月3日に公開されたアニメーション映画。
2023年8月31日をもって終映。2024年1月23日に1日だけの復活上映、2024年8月13日より復活上映。

## 概要
原作『SLAM DUNK』の最終回を迎えてから実に26年半を経ての映画公開であり、原作者の井上雄彦が自ら監督と脚本を務める。当初はタイトル未定で2022年（令和4年）秋に公開予定であったが、2022年（令和4年）7月2日に公開日と正式タイトルが公表された。また7月7日に湘北高校のメンバーが収められた特報映像が公開され、8月10日から同年11月18日までテレビアニメ版全101話がYouTube上で期間限定公開され、一部話数についてはプレミア公開で配信された。
同年12月3日よりIMAXとDolby Atmos、同年12月10日よりDolby Cinemaでの上映がそれぞれ実施。
2022年（令和4年）12月15日には原作者の井上が本作の監督として制作過程で描き起こした絵や文字、井上への約1万5千字に及ぶロングインタビュー、ポスターや告知ビジュアル、映画での宮城リョータの物語において部分的な下敷きになった作品であり『週刊少年ジャンプ』1998年9号に掲載されて『週刊ヤングジャンプ』2001年49号にも再掲載されたが単行本などには未収録だったため初収録となる読切漫画『ピアス』などが収録された『THE FIRST SLAM DUNK re:SOURCE』が発売された。

## ストーリー

### プロローグ
神奈川県予選を2位で突破し、広島県開催のバスケットボール・インターハイへの出場を決めた神奈川県代表・湘北高校は1回戦で大阪府代表の豊玉高校を下し、2回戦で秋田県代表・山王工業と対戦する。山王は高校バスケット界の絶対王者と呼ばれ、特に現3年生の入部以来「2年半に渡る無敗記録」と「インターハイ3連覇」という凄まじい記録を残していた。チームは高校バスケ界最強のセンター河田、高校ナンバーワンプレイヤーと名高い沢北などタレント揃い。下馬評では王者山王と無名の湘北という構図が完成していた。

### 試合前半
湘北は試合開始早々、宮城リョータのパスから桜木花道がダンクシュート（アリウープ）を決め先制点をマーク。その後序盤は拮抗した内容となる。ポイントガードのリョータと深津、センターの赤木剛憲と河田、エーススコアラーの流川楓と沢北などコート上の各地で選手が火花を散らす。三井寿はスリーポイントシュートを立て続けに決めるが、一之倉の執拗なマークに手を焼かされる。
劇中では湘北対山王戦と並行してリョータの生い立ちが描かれる。沖縄県生まれのリョータは母親のカオル、妹のアンナ、そして兄のソータの4人家族。3つ年上のソータはミニバスの名選手。父親が死に悲しみに暮れるカオルを見てソータはバスケットのチームになぞらえ「俺がこの家のキャプテンになる」と宣言、リョータには「お前が副キャプテンだ」と任命する。そんなソータにリョータは憧れを抱いていた。
ある日バスケットの練習をしていた宮城兄弟だったが、途中でソータが船釣りへ出かけてしまう。もっと二人でバスケットをやりたいリョータは船で沖へ出ていくソータに「もう帰ってくるな」と泣き叫ぶ。不運にも海難事故に遭ったソータは二度と帰ってこなかった。
しばらくして宮城家は沖縄を離れ、神奈川県へと移住する。塞ぎ込んだリョータはいつも一人で黙々とバスケットの練習をしていた。中学生になったリョータはある日、スリーポイントシュートを立て続けに決める少年に1on1を挑まれる。アドバイス口調の彼に兄の面影を見たリョータは勝負の途中で帰ってしまう。
試合前半は36-34で湘北の2点リードで終える。

### 試合後半
山王は「フルコートプレスディフェンス」を展開し、湘北の司令塔であるリョータに2人マークをつける。さらに一之倉のハードディフェンスによって三井はスタミナ切れ寸前、赤木は河田との競り合いに何度も敗北しネガティブになっていた。点差は24点まで開き、湘北は9分間に渡って得点がなかった。
途中交代でベンチに下がった桜木は安西監督から攻守の起点となるリバウンドでの勝利というタスクを与えられる。コートへ戻った桜木はチームメイトの俯いた表情を変えるべく、観客に「山王（ヤマオー）は俺が倒す！」と宣言し、大ブーイングを浴びる。試合が再開すると桜木は野辺とマッチアップ。リバウンド力に優れる野辺に対して型破りなプレーと天性の身体能力を発揮して空中戦を次々と制する。桜木がもたらした空気は他の選手にも伝播し、河田との勝負を諦めかけていた赤木は復活。チームとして勝つためのプレーにシフトする。既に限界まで消耗していた三井はスリーポイントシュートという自身最大の武器に注力し、点差は8点にまで縮まる。
湘北高校でバスケットボール部に入部したリョータはテクニカルなプレースタイルを2年生の赤木から「チャラい」と評される。しかしリョータは折れず、プレイに込めた意味を説く。衝突を恐れないリョータはしばしば問題児と揶揄されるが、赤木はそんな彼に対して密かな期待を寄せていた。
熱血漢の赤木との不仲を嘆いていたある日、リョータは不良グループを束ねる2年生の三井と出会い、彼がかつて中学時代に1on1を挑んできた少年だと気づく。去っていく三井に対してリョータは「いつでも1on1を受けてやる」と喧嘩を売る。程なくして三井のグループと衝突したリョータは複数人に囲まれながらリーダーの三井にだけは頭突きを皮切りに何度も攻撃する。
三井との喧嘩でバスケットシューズを壊したリョータはヤケになり原付で単独事故を起こす。再び家族を失う恐怖に駆られたカオルから叱責された彼は退院後逃げるように故郷の沖縄へ旅立つ。そこにはソータが秘密基地に使っていた洞穴がかつてのまま残されていた。リョータは洞穴の奥に隠された兄のバスケットシューズと山王工業が表紙を飾るバスケット雑誌を発見する。雑誌にはソータがかつて掲げた「最強の山王を倒す」という誓いの文字が書き込まれている。兄の残した夢を実現するという目標を見出したリョータはバスケ部に復帰。そこには2年間のブランクからバスケ部復帰を直訴する三井の姿もあった。
山王に食い下がる湘北だったが、後半戦になってエース沢北が本領を発揮。流川を攻守で圧倒してみせる。また山王は野辺を河田美紀男（河田弟）と交代し、桜木に対して最強センター河田をぶつけて対策する。再び点差が開き始めた中で流川は沢北にドリブルを仕掛け、コート内全員の意表を突くパスを出す。1on1に絶対的自信を持つ流川がパスの選択肢を持ったことで流れが変わり、湘北は得点を重ねる。河田とマッチアップする桜木も調子を上げるが、コート外へ出そうになったボールを残すためにダイブしたため関係者席に突っ込んでしまう。しかしその我武者羅なプレーはいつしか観客の心を掴み、湘北アウェイ状態から一転して彼らに声援を送る人々も現れる。しかし、プレーが再開すると桜木は背中に違和感を覚え始める。
インターハイ開幕前日。その日はリョータとソータの誕生日だった。2人は偶然にも同じ日の生まれで、宮城家食卓には4等分されたケーキが並ぶ。その夜、リョータはカオルがソータの映像を見て涙するのを目撃し、バスケットを続けさせてくれた彼女への感謝の気持ちを手紙に綴る。手紙を読んだカオルは広島のインターハイ会場に訪れ、観客席から湘北対山王戦を見届ける。
山王は再度リョータに2人マークをつけて攻撃を封じようとするが、リョータが強引なドリブルでこれを破り試合は結果の見えないシーソーゲームに突入する。その中で桜木は背中の違和感が激痛となり交代させられてしまう。それでも試合に戻ろうとする桜木に対し、ベンチの全員が「選手生命に関わるかもしれない」と止める。しかし桜木は安西に対し「オヤジ（安西）の栄光時代はいつだよ、全日本の時か？」と問う。何も答えない安西に対し、「俺は今なんだよ」と肉薄した桜木は皆の制止を振り切り再びコートへと戻る。桜木は激痛に襲われながらも河田弟との空中戦、さらには好調沢北のシュートを土壇場で止める活躍を見せる。逆境で食らいつく迫真の戦いを見せ、湘北は遂に点差を逆転してみせる。
残り時間は30秒を切るが、山王は最後の攻撃でも深津を中心に冷静さを保ち沢北のシュートで再び湘北に対し1点差でリードする。試合終了まで秒読みの中、桜木は山王の得点と同時に相手コートへ走る。速攻を狙う湘北だが赤木のスローインに河田弟が立ち塞がりロングパスを封じる。しかしパスを受けに接近したリョータのサインで赤木は流川へパス。山王のペイントエリアまでドリブルで切り込む流川だったが、シュートモーションに入った彼の前には山王の2人の高い壁がそびえ立っていた。しかしその壁の隙間から見える向こう側で桜木が流川のパスを呼び、パスを受けた桜木がフリーでシュートを放つ。これがブザービーターとなり、試合は1点差で湘北の勝利で終わる（最終スコア 湘北79-78山王）。

### エピローグ
インターハイ終了後、湘南の海岸でカオルと再会したリョータはソータの遺品から持ち出した赤色のリストバンドをカオルに差し出すのだった。
時は戻って敗退し、コートを去る山王工業の面々。沢北は廊下で崩れ落ち涙を流す。高校ナンバーワンの称号を手に入れ、日本では全てをやりつくしたと実感していた沢北は大会前にランニングコースの神社で「俺に必要な経験をください」と祈っていた。結果としてその経験とは彼が今まで知らなかった「敗北」だったのだ。
数年後、沢北はアメリカのチームの試合に出場する。そしてゲストチームにはリョータの姿があった。2人は特に言葉を交わさず肩を叩き合い、両チームの試合が始まったところで物語は幕を閉じる。

## 登場キャラクター
トップクレジットは原作の主人公の桜木花道ではなく、本作の主人公である宮城リョータになっている。
- 宮城リョータ - 仲村宗悟[18]
- 三井寿 - 笠間淳[18]
- 流川楓 - 神尾晋一郎[18]
- 桜木花道 - 木村昴[18]
- 赤木剛憲 - 三宅健太[18]

## 聖地巡礼
公開後、モデルとなった場所にファンが訪れるいわゆる「聖地巡礼」が話題になっている。スラムダンクの聖地にはコロナ禍前にも多くファンが訪れていたが、映画公開後に外国人観光客らで再びにぎわいを増している。

### 聖地
江ノ島電鉄 鎌倉高校前駅
神奈川県鎌倉市と藤沢市を結ぶ江ノ島電鉄の鎌倉高校前駅の付近の踏切であり、テレビアニメのオープニングに登場する場所である。詳しくは鎌倉高校前1号踏切を参照。
鎌倉高校
湘北のライバル・陵南高校のモデルとされる鎌倉高校。
平塚総合体育館
インターハイ神奈川県予選（対陵南高校戦）の舞台となった平塚総合体育館。
鵠沼海岸
本編のラストシーンで描かれた藤沢市の鵠沼海岸。
青沙浦
韓国の釜山海雲台区にある青沙浦（チョンサポ）は海辺列車が走っており、その停留所付近は最近「『SLAM DUNK』に登場する江ノ電の踏切のシーンに似た写真が撮れる」スポットとして話題となり、「第二の鎌倉」などと呼ばれている。海辺列車を運行する海雲台ブルーラインパーク関係者は「日本の江ノ電に雰囲気が似ているため以前から観光客が訪れていたが、その数は映画公開後に確実に増えた」と話している。

### 迷惑行為
公開前から観光客による迷惑行為が問題になっている。特に線路内への立ち入りや車道に出ての撮影、ごみの放置などが目立っている。また江ノ島電鉄は外国人観光客が増え始めた6年ほど前から英語や中国語、ハングルで書かれた看板を設置して注意を促している。
これらの迷惑行為により、鎌倉市では、警察に通報が相次ぎ、鎌倉高校前1号踏切付近に週末と休日に交通誘導員を配置していたが、2023年9月1日から、平日にも配置することとなった。

## スタッフ
| 原作・脚本・監督             | 井上雄彦                                                   |
| 演出                         | 宮原直樹、北田勝彦、大橋聡雄、元田康弘、菅沼芙実彦、鎌谷悠 |
| CGディレクター               | 中沢大樹                                                   |
| キャラクターデザイン         | 井上雄彦、江原康之                                         |
| サブキャラクターデザイン     | 番由紀子                                                   |
| 作画監督                     | 江原康之                                                   |
| 美術監督                     | 小倉一男                                                   |
| 美術設定                     | 須江信人、綱頭瑛子                                         |
| 色彩設計                     | 古性史織                                                   |
| 撮影監督                     | 中村俊介                                                   |
| 編集                         | 瀧田隆一                                                   |
| 音響監修                     | 鶴岡陽太                                                   |
| 音響演出                     | 笠松広司                                                   |
| 録音                         | 名倉靖                                                     |
| 音楽                         | 武部聡志、TAKUMA（10-FEET）                                |
| 音楽プロデューサー           | 小池隆太                                                   |
| キャスティングプロデューサー | 杉山好美                                                   |
| アニメーションプロデューサー | 西川和宏                                                   |
| 2Dプロデューサー             | 毛利健太郎                                                 |
| CGプロデューサー             | 小倉裕太                                                   |
| プロデューサー               | 松井俊之                                                   |
| アニメーション制作           | 東映アニメーション、ダンデライオンアニメーションスタジオ   |
| 製作                         | 2022 THE FIRST SLAM DUNK Film Partners                     |

## 製作

### 経緯
2003年（平成15年）、テレビアニメ版のDVDが好セールスを記録、未アニメ化に終わった山王戦の映像化を希望する声を受けた松井俊之は映画化の企画を立ち上げるも井上サイドの了承は得られず頓挫。
2009年（平成21年）に井上サイドから企画書の提出を求められた東映サイドは、2010年（平成22年）に短いパイロット版を制作した。これを見た井上は「自分の思うものとは違う」と断り、当初はあまりやりたくは無かったと後に語っている。原作漫画をあのタイミングで終わらせることは自分の考えていた通りだったが「スラムダンクの続きを読みたい」というファンの声が減ることは無く、漫画家としての調子が悪くなり読者の気持ちに応えられない苦しみの中、3度目となる2014年（平成26年）に作られたパイロット版の顔に、制作者の魂を感じたことで制作を承諾。みんなに喜んでもらえるのであればという気持ちが井上にはあった。同時にやるからには自分が関わろうと決意。やっている内に気付けば井上は全てに関わっていた。井上は、書店に並んでいた2012年（平成24年）に西水美恵子が執筆した本のタイトルから、痛みを乗り越え一歩を踏み出すことをテーマにすると決断。映画では原作のギャグ表現はどうしても入らなかったことも含めた、漫画におけるコマ割りでの表現手法が使えない苦労や、今まで直感を大事にしてきたがゆえに避けてきた、事細かく言語で説明し伝えるという作業を延々と続ける苦労に井上は直面するが、ドキュメンタリー番組での宮崎駿の言葉に影響され、とにかく描くしかないと決意。10人がコート上でバラバラに動くのをリアルに表現するためCGを採用し、実際の動きをモーションキャプチャしたモデルを、ひとつひとつ全て細かく調整。相当なカット数を井上自身がレタッチを入れた。コロナ禍に入ってからは打ち合わせはオンラインで行い、声の収録も個別に行う。The Birthdayは井上がファンだったためオープニング曲を依頼し、10-FEETにはエンディング曲や劇伴を依頼。実際の映画制作作業に4年の歳月をかけ完成した。映画のタイトルは具体的ではなくぼんやりとした、「意味が無くていい」くらいが良いという理由で井上自身が決めたものであり、タイトルには複数の意味が込められている。その中の4つが映画の資料集『THE FIRST SLAM DUNK re:SOURCE』でのインタビューで語られている。

### シナリオ
連載時に宮城リョータを描き切れなかったため、井上は新しい視点でやるため主人公に宮城を据える。宮城リョータの過去をメインに展開していくことについて井上は「連載時、僕は20代だったから高校生側の視点のほうが得意というか、それしか知らなかったんです。そこから年をとって視野が広がり、描きたいものも広がってきた」と述べている。

### キャスティング
井上に提出されたパイロット版4本ではいずれも湘北メンバーの声はテレビアニメ版のキャストが担当したものの、井上の希望に沿うため完成作品では一新されている。Smart FLASHの記事では、本作品の上映前にこのことを続報で明かしたことがSNS上で非難されたと報道された。これについて監督の井上は、テレビアニメ版のキャストを続投させると「もしも今回お願いしたら、その方達のお芝居を一旦捨てて貰わないといけなくなる」、「かつて育てられたキャラクターを一旦捨てて貰わないといけない」などとテレビアニメ版のキャストへの配慮から変更したと説明した。テレビアニメ版のキャストには松井から交代への事情を説明した。声優は自分の中にぼんやりとある声質に近い者を井上が選び、アフレコの芝居は普通の高校生らしい感じを大事にした、感情表現を抑えた自然体な芝居を要求。

## 上映前と上映後の世間の反応

### 炎上騒動
2022年11月4日のYoutube特番により、メイン5人の声優が発表された。声優は一新されており、テレビアニメ版の声優を心待ちにしていたファンから猛反発を受けた。公式Xに直接、怒りのコメントを投稿するファンが相次いだ。もともと映画の情報はすべて公開まで解禁しない予定だったが直前になってせめてメインキャストだけでも解禁しておこうと急きょ予定を変更、それが裏目になる形となった。事態を重く見た制作スタッフは2022年11月10日に「私たちは、スラムダンクを昔から愛してくださってる方も、はじめて見る方も、とにかく楽しんでもらいたい、という思いで制作を続けてきました。映画はまもなく完成します。みなさまに楽しんでいただける作品になるよう、監督・スタッフ一同、最後まで心を込めて制作してまいります。」と公式Xにて意思表明を行った。中には「ムビチケ発売後に発表したのは、キャスト発表前にチケットを買わせる作戦だったのか？」と投稿するファンもいた。これについて制作スタッフの小池隆太は、「そう思うかたがいらっしゃるのも理解できますし、『スラムダンク』のファンだからこその声だったと受け止めています。もちろん全くそんな気は無かったですし、配慮が足りなかった部分もあると思います。」と語っている。また、東映の代表取締役社長・吉村文雄は「国民的人気のある漫画ですが、連載もテレビアニメも終了して30年ほど経っていたこともあって、今、この時期に（上映は）どうなんだろうという意見もあった。なかなか思うように宣伝もできないところもありましたし、ボイスキャストもテレビアニメ版から一新されたり、主題歌がアニメシリーズのものじゃなかったり、公開前はどちらかというとネガティブな盛り上がり方をしていたので、それも不安要素でした。」と当時の感想を述べている。桜木花道役の木村昴は炎上騒動について「やっぱり世間様のお声は厳しかった」と告白。しかし、アフレコ収録は2年間行われており、井上監督と一緒に作り上げてきた自信もあって「役を積み重ねていますからキャストの僕らは…。心の奥底どこかで、絶対大丈夫だから。『情報を出さないでくれてありがとう』みんな絶対思うから…。頼むから1回劇場行ってってずっと思っていたんですよ」と打ち明けた。

### 映画評価サイトについて
Yahoo!映画レビューサイトにおいて、上映前にもかかわらず星1つ評価が複数投稿される珍現象まで起こり始めていた。そんな今作だが、上映が始まるや否やその批判は徐々に覆されていく。同サイトでは上映開始と同時に星5評価が多数見受けられ、12月3日公開初日終了時の段階で約1370件のレビューに対し星3.2だったが、現在は1万5000件を超えるレビューに対し星4.3と高評価となっている。また、映画情報サイトのFilmarksでの同作品の評価はすこぶる高く、15万件を超えるレビューに対して星4.3となっており、2023年のFILMARKS AWARDSで邦画部門1位を受賞している。

### 制作スタッフの見解
東宝関係者からは「『THE FIRST SLAM DUNK』は興収100億円突破が確実視されている」とのコメントが載せられたが、2022年12月3・4日の初動12.9億とそこまで大きくはなかった。
客層の変化
制作スタッフの小池隆太は次のように語っている。
「実はこの作品って、おそらくいま世間の皆さんが思っているよりも、初週の成績はそこまでじゃなかったんですよ。データを見れば一目瞭然ですが、結果的に158億の興収を上げた映画としては、ものすごくスロースターターだった。ところが、2023年の3月の春休みに入った辺りでも、まだ興収が落ちなかった。いま思うと、そこで「満足してはいけない」と何度も言い聞かせたスタッフのみんなの信念みたいなものがまず重要だったような気がします。」「客層は公開当初から翌年の2月頃までは、30代から40代の男性が大半を占めていた。それが3月になると学生を中心とした若者が増え、それ以降は明らかに20代の女性が当初の男性層を逆転し始めて、7月から8月はほぼ女性に入れ替わった。客層が変わった要因として、様々あると思うので、「これ」と絞って断言するのは難しいのですが、最初の3、40代男性は、リアルタイムで原作ファンだったかたがた、女性のみなさんはSNSなどの口コミで興味を持ってくださったかたがた、10代は春休み、夏休みというタイミングで足を運んでくれた学生さんだったと捉えています」。
SNSの声を拾い上げリクエストに対応
「2023年3月からは、別の楽しみ方としての「応援上映」、お子さんがまだ小さくて映画館に行きづらい親に向けた「声出しOK！キッズ上映」、学生さん向けのワンコイン（500円）による「応援学割」、外国人観客のための「英語字幕版」の上映などさまざまな施策を行ってきましたが、とにかく「映画館で観てもらいたい」の一心でしかなかった。その結果、客層が変わっていった。本当にそれだけだと思います」。—小池隆太
総括
口コミの広がり、リクエスト対応、制作スタッフの信念、この3つが結果につながった。最終的に業界初の国内超ロングラン上映〈39週〉＆300スクリーンの継続上映、そして2023年国内興行収入1位をもたらした。

### 東映社長の見解
2024年1月30日、「2024年 新年記者発表」にて東映の代表取締役社長・吉村文雄はヒットした要因について「本当に奇跡的な作品」「分析しろと言われても非常に難しい」としながらも、「井上先生の今回の映像化にかける情熱がスタッフに伝わったことが、一番の成功の要因だと思う。ご覧いただいた方ならわかると思いますが、従来のアニメーションとは違って、いわゆるコミックスの絵が動き出すようなその滑らかな動きと、キャラクターたちの息遣いまで再現した音。あたかも試合を見てるような臨場感が凝縮されていた。本当に奇跡的な作品だと思います。そして、本当に救われたのが、公開してからのSNS。こちらが何か仕掛けたということではなく、本当にご覧いただいた方がものすごく熱いメッセージを発信してくれて、それがヒットにつながったのではないかと思っています」と見解を述べた。また今作の宣伝について、「通常、映画を公開する時には、いろいろ考えて宣伝しますが、そういうことを超えた自発的な何かが生まれたということだったんだと思います。なので分析しろと言われても非常に難しいのですが、作品の持ってる力をお客様一人ひとりが受け止めてくださって、それを伝えていただいたことがこの結果につながったのかなと思います」としめくくった。公開前に情報をほとんど明かさないという宣伝手法は、後にスタジオジブリの『君たちはどう生きるか』で踏襲され、結果、同年邦画興収3位となる結果を残している。

### 国内による反響
受賞した賞は15個以上、『日経トレンディ』による2023年のヒット商品ベスト30にて3位にランクイン。
2023年バスケW杯
2023年9月2日、最終戦、カーボベルデに80－71で勝利した日本は来年のパリ五輪出場権を獲得。48年ぶりに五輪への切符を手にした歴史的快挙に日本中が歓喜に沸いた。試合終了後に第ゼロ感が流れると、観客も「ウォーウォウォー！ ウォーウォー！」と大合唱。会場全体が一体となって勝利を祝った瞬間だった。その光景がX（旧Twitter）で話題となり、『第ゼロ感』がトレンド入りした。W杯開催地は沖縄、主人公の宮城の故郷も沖縄であり、映画を鑑賞した宇都宮ブレックスの元HCである 佐々宜央は「井上先生は未来が見えているのではと少しゾッとした」と語っている。
10-FEET、紅白出場
2023年のNHK紅白歌合戦に映画のエンディング曲を担当した10-FEET が出場、曲は第ゼロ感。この年亡くなったThe Birthdayのボーカル&ギターのチバユウスケに向けて「The Birthday チバユウスケ!!」と叫び、「LOVE ROCKETS」のサビのワンフレーズを歌唱する場面があった。歌い終わった後、「井上監督、ありがとうございました！」と一礼した。

## 音楽

### 主題歌
- オープニング主題歌 - The Birthday「LOVE ROCKETS」（UNIVERSAL SIGMA）[27][56]
- エンディング主題歌 - 10-FEET「第ゼロ感」（EMI Records）[27]

### サウンドトラック
- 2023年5月31日に、オープニング主題歌、The Birthday「LOVE ROCKETS」の映画バージョンや、エンディング主題歌、10-FEET「第ゼロ感」の映画バージョンなどを収録したサウンドトラックが発売[57]。サウンドトラックのCDの売上は8万枚以上と異例の好成績を残し[注釈 9]、第38回日本ゴールドディスク大賞にて、アニメーション・アルバム・オブ・ザ・イヤーを受賞した[58]。その際、武部聡志から　｢やはり、嬉しいものです。試合のシーン、激しい音楽はTAKUMA、回想シーンや感情に寄り添うシーンは僕、とお互いに持ち味をうまく発揮出来たのだと思います。TAKUMAありがとう！そして映画に、音楽に関わった全てのスタッフの方々ありがとうございました。｣とコメントを残している[注釈 10]。

| #   | タイトル                                          | 作詞 | 作曲              | 編曲         | 時間 |
| --- | ------------------------------------------------- | ---- | ----------------- | ------------ | ---- |
| 1.  | 「Moving Logo」                                   |      |                   |              | 0:33 |
| 2.  | 「LOVE ROCKETS（Movie Ver.）」                    |      |                   | The Birthday | 2:41 |
| 3.  | 「拮抗（from 暁の砂時計）」                       |      | TAKUMA（10-FEET） | 10-FEET      | 2:41 |
| 4.  | 「ソータの部屋」                                  |      | 武部聡志          |              | 3:03 |
| 5.  | 「ゾーンプレス（from Alert of oz）」              |      | TAKUMA（10-FEET） | 10-FEET      | 1:39 |
| 6.  | 「新しいコート」                                  |      | 武部聡志          |              | 1:27 |
| 7.  | 「プレス突破（from 暁の砂時計）」                 |      | TAKUMA（10-FEET） | 10-FEET      | 1:40 |
| 8.  | 「最強選手（from Slash Snake）」                  |      | TAKUMA（10-FEET） | 10-FEET      | 1:45 |
| 9.  | 「勝てないチーム」                                |      | 武部聡志          |              | 1:28 |
| 10. | 「4POINTS」                                       |      | 武部聡志          |              | 1:12 |
| 11. | 「O.R.（from Slash Snake）」                      |      | TAKUMA（10-FEET） | 10-FEET      | 1:59 |
| 12. | 「叶えられている願い」                            |      | 武部聡志          |              | 1:41 |
| 13. | 「俺の名前を言ってみろ」                          |      | 武部聡志          |              | 1:41 |
| 14. | 「リングしか見えない（from Double crutch ZERO）」 |      | TAKUMA（10-FEET） | 10-FEET      | 2:20 |
| 15. | 「霧中」                                          |      | 武部聡志          |              | 1:16 |
| 16. | 「帰郷」                                          |      | 武部聡志          |              | 1:21 |
| 17. | 「再起（from BLIZZARD GUNNER）」                  |      | TAKUMA（10-FEET） | 10-FEET      | 1:22 |
| 18. | 「前夜」                                          |      | 武部聡志          |              | 2:30 |
| 19. | 「スーパーエース（from Alert of oz）」            |      | TAKUMA（10-FEET） | 10-FEET      | 1:37 |
| 20. | 「布石（from 暁の砂時計）」                       |      | TAKUMA（10-FEET） | 10-FEET      | 2:43 |
| 21. | 「湘北（from BLIZZARD GUNNER）」                  |      | TAKUMA（10-FEET） | 10-FEET      | 1:02 |
| 22. | 「最強山王（from Slash Snake）」                  |      | TAKUMA（10-FEET） | 10-FEET      | 1:22 |
| 23. | 「母上様」                                        |      | 武部聡志          |              | 4:03 |
| 24. | 「いけ!（from Double crutch ZERO）」              |      | TAKUMA（10-FEET） | 10-FEET      | 1:26 |
| 25. | 「バスケ人生」                                    |      | 武部聡志          |              | 2:43 |
| 26. | 「栄光の時」                                      |      | 武部聡志          |              | 1:43 |
| 27. | 「死守（from Double crutch ZERO）」               |      | TAKUMA（10-FEET） | 10-FEET      | 4:15 |
| 28. | 「勝利」                                          |      | TAKUMA（10-FEET） |              | 0:58 |
| 29. | 「第ゼロ感（Movie Ver.）」                        |      |                   | 10-FEET      | 5:56 |

## 映像

### Blu-ray・DVDについて
Blu-ray・DVDは2024年2月28日に発売。3月7日、「オリコン週間Blu-ray Discランキング」にて初回限定版などのパッケージを含めて1位～４位を独占。同ランキングにて同一作品がTOP4を独占するのはオリコン史上初。レンタル部門についても洋画、邦画実写を抑えて年間1位を獲得している。
オリコン年間調べ
実質集計期間は2023/12/11 - 2024/12/8。DVDの年間ランキングでは通常版が2位、初回生産限定版が14位。Blu-rayは通常版が5位であった。
オリコン合算値
DVDは通常版、初回生産限定版。Blu-rayは通常版、初回生産限定版、4K通常版、4K初回生産限定版。合計6種すべてを合算させた値は36万を超えている。
SoundScanJapan年間調べ
計測期間は2024/1/1 - 2024/12/29、サウンドスキャンジャパンの2024年年間ビデオ・チャートでは、36,8万枚を集計し、年間1位を獲得している。
TSUTAYAによる年間調べ
集計期間は2024/1/1 - 2024/11/30、DVD/Blu-ray販売 総合ランキングで1位、DVD総合レンタルランキングで1位と2冠に輝いた。数年ぶりに劇場映画作品が音楽ライブ作品を抑えて首位を飾った。
ゲオによる年間調べ
集計期間は2024/1/1 - 2024/11/10、レンタル映像において総合1位に輝いた。
その他の数字について
2024年3月11日、TAB channel/タブによるスペースが実施され、そこで制作スタッフの小池隆太から「おわびしたいのは、いろんな品切れとか起こしてしまってすいません。こちら結構作っていたつもりではあったんですけど、40万枚を突破しておりまして、昨今、なかなか40万枚という数字はみないとおもうんですけど、本当に皆様のおかげで非常にご好評いただいておりまして、生産が間に合ってない状態になっております」との発言がなされた。同年5月2日に発売された日経トレンディ6月号増刊には「発売2か月で累計販売50万枚に迫る勢い」との記載がなされており、実売りの数値の可能性がある。

### ネット配信について
Netflixで、2024年6月10日から世界に先駆けて日本での独占配信開始。6月9日 - 6月16日のウィークリーランキング、非英語作品にて全世界9位にランクイン。日本のデイリーランキングでは6月21日まで12日間、1位に君臨し続けた。7月末を最後に日本ウィークリーランキングから姿を消したが、8月13日から9月1日まで行われた大規模復活上映効果により8月25日 - 9月1日のウィークリーランキング、日本での順位6位と圏外から一気に再浮上している。

## 公開

### 興行成績
2023年2月8日、2022年12月3日の公開開始後67日間で興行収入100億円を突破した。またアニメ映画『ONE PIECE FILM RED』（最終興収197億円）に続き、東映の2作品目の興収100億円突破作品となった。
2023年6月3日、公開から183日間で、観客動員数1000万人を突破した。
2023年7月31日、公開から241日間で、興行収入150億円を突破した。
2023年8月31日に終映。観客動員数1088万2776人、興行収入157億3371万5060円となった。歴代興収ランキングについては、13位にランクインとなる。また、最終日のデイリー興行ランキングでは1位を記録した。
2024年1月23日に一日限りの復活上映が実施され、観客動員数は7万5459人、興行収入は1億3320万0900円を記録した。累計の観客動員数は1095万9356人、興行収入は158億6851万2020円となった。
2024年8月13日 - 9月1日、383スクリーン以上による大規模復活上映が実施され、観客動員数32万5341人、興行収入は5億1279万9440円を記録した。累計の観客動員数は1135万1527人、興行収入は164億6413万7370円となった。
2023年より週末興行成績ランキングの集計日が土日の2日間から金土日の3日間に変更された。
|                                                 | 動員数 （万人） | 動員数 （万人） | 動員数 （万人） | 興行収入 （億円） | 興行収入 （億円） | 備考                                        |
| 週末                                            | 週末            | 累計            | 週末            | 累計              |                   | 備考                                        |
| ----------------------------------------------- | --------------- | --------------- | --------------- | ----------------- | ----------------- | ------------------------------------------- |
| 1週目の週末 （2022年12月3日・4日）              | 1位             | 84.7            | 84.7            | 13.0              | 13.0              | [ 76 ] [ 77 ]                               |
| 2週目の週末 （12月10日・11日）                  | 1位             | 54.4            | 202.4           | 8.3               | 30.4              | [ 78 ] [ 79 ]                               |
| 3週目の週末 （12月17日・18日）                  | 1位             | 36.5            | 281.0           | 5.5               | 41.9              | [ 80 ] [ 81 ]                               |
| 4週目の週末 （12月24日・25日）                  | 1位             | 30.2            | 340.7           | 4.6               | 50.7              | [ 82 ] [ 83 ]                               |
| 5週目の週末 （12月31日・2023年1月1日）          | 1位             | 27.6            |                 | 3.6               | 62.7              | 1月3日まで累計興収67億円、動員461万人。     |
| 6週目の週末 （1月6日・7日・8日）                | 1位             | 31.9            | 527.3           | 4.8               | 76.9              | 累計動員・興収は1月9日（祝日）までのもの。  |
| 7週目の週末 （1月13日・14日・15日）             | 1位             | 28.4            | 567.2           | 4.3               | 82.8              | [ 87 ] [ 88 ]                               |
| 8週目の週末 （1月20日・21日・22日）             | 1位             | 27.5            | 610.9           | 4.1               | 89.2              | [ 89 ] [ 90 ]                               |
| 9週目の週末 （1月27日・28日・29日）             | 2位             | 23.0            | 647.5           | 3.4               | 94.5              | [ 91 ] [ 92 ]                               |
| 10週目の週末 （2月3日・4日・5日）               | 3位             | 19.3            | 681.9           | 2.9               | 99.5              | [ 93 ] [ 94 ]                               |
| 11週目の週末 （2月10日・11日・12日）            | 2位             |                 | 711.8           | 2.8               | 103.8             | 公開67日で興行収入100億円突破。             |
| 12週目の週末 （2月17日・18日・19日）            | 4位             |                 | 739.5           | 2.4               | 107.8             | [ 97 ] [ 98 ]                               |
| 13週目の週末 （2月24日・25日・26日）            | 1位             | 21.2            | 774.5           | 3.1               | 112.7             | [ 99 ] [ 100 ]                              |
| 14週目の週末 （3月3日・4日・5日）               | 3位             |                 | 797.6           | 1.8               | 116.0             | [ 101 ] [ 102 ]                             |
| 15週目の週末 （3月10日・11日・12日）            | 2位             | 13.7            | 819.7           | 2.0               | 119.2             | [ 103 ] [ 104 ]                             |
| 16週目の週末 （3月17日・18日・19日）            | 4位             |                 | 837.9           | 1.4               | 121.7             | [ 105 ] [ 106 ]                             |
| 17週目の週末 （3月24日・25日・26日）            | 4位             | 12.7            | 860.0           | 1.6               | 124.6             | [ 107 ] [ 108 ]                             |
| 18週目の週末 （3月31日・4月1日・2日）           | 6位             |                 | 886.7           | 1.5               | 127.5             | [ 109 ] [ 110 ]                             |
| 19週目の週末 （4月7日・8日・9日）               | 5位             |                 | 900.2           | 1.1               | 129.4             |                                             |
| 20週目の週末 （4月14日・15日・16日）            | 5位             |                 | 910.8           | 1.0               | 131.0             |                                             |
| 21週目の週末 （4月21日・22日・23日）            | 3位             |                 | 922.1           | 1.1               | 132.7             | [ 111 ]                                     |
| 22週目の週末 （4月28日・29日・30日）            | 5位             |                 | 945.0           | 1.7               | 135.3             |                                             |
| 23週目の週末 （5月5日・6日・7日）               | 6位             |                 | 970.7           | 2.0               | 139.6             |                                             |
| 24週目の週末 （5月12日・13日・14日）            | 8位             |                 | 980.4           |                   | 141.0             |                                             |
| 25週目の週末 （5月19日・20日・21日）            | 圏外            |                 | 987.7           |                   | 142.1             |                                             |
| 26週目の週末 （5月26日・27日・28日）            | 圏外            |                 | 995.3           |                   | 143.3             |                                             |
| 27週目の週末 （6月2日・3日・4日）               | 9位             |                 | 1002.6          | 0.7               | 144.4             | 公開183日間で観客動員数1000万人突破。       |
| 28週目の週末 （6月9日・10日・11日）             | 圏外            |                 | 1008.9          | 0.5               | 145.3             |                                             |
| 29週目の週末 （6月16日・17日・18日）            | 圏外            |                 | 1012.8          |                   | 145.9             |                                             |
| 30週目の週末 （6月23日・24日・25日）            | 圏外            |                 | 1017.8          |                   | 146.7             |                                             |
| 31週目の週末 （6月30日・7月1日・2日）           | 圏外            |                 | 1021.4          |                   | 147.2             |                                             |
| 32週目の週末 （7月7日・8日・9日）               | 圏外            |                 | 1024.7          |                   | 147.7             |                                             |
| 33週目の週末 （7月14日・15日・16日）            | 圏外            |                 | 1029.9          |                   | 148.4             | 累計動員・興収は7月17日（祝日）までのもの。 |
| 34週目の週末 （7月21日・22日・23日）            | 10位            |                 | 1033.8          | 0.5               | 149.0             | [ 115 ]                                     |
| 35週目の週末 （7月28日・29日・30日）            | 圏外            |                 | 1039.0          | 0.4               | 149.7             |                                             |
| 36週目の週末 （8月4日・5日・6日）               | 圏外            |                 | 1051.3          | 0.3               | 151.6             | 公開241日で興行収入150億円突破。            |
| 37週目の週末 （8月11日・12日・13日）            | 圏外            |                 | 1057.0          |                   | 152.4             |                                             |
| 38週目の週末 （8月18日・19日・20日）            | 圏外            |                 | 1065.1          |                   | 153.6             |                                             |
| 39週目の週末 （8月25日・26日・27日）            | 8位             |                 | 1075.0          | 1.2               | 155.3             | [ 116 ] [ 117 ]                             |
| 8月31日終映                                     | -               |                 | 1088.2          |                   | 157.3             | 歴代興行収入ランキングは13位となる。        |
| 2024年1月23日 （1日のみ復活上映）               | -               |                 | 1095.9          |                   | 158.7             | [ 118 ]                                     |
| 再上映1週目の週末 （2024年8月16日・17日・18日） | 9位             |                 | 1119.9          | 0.9               | 162.2             | 2024年8月13日より復活上映。                 |
| 再上映2週目の週末 （8月23日・24日・25日）       | 10位            |                 | 1127.3          | 0.5               | 163.4             |                                             |
| 再上映3週目の週末 （8月30日・31日・9月1日）     | 9位             |                 | 1135.2          | 0.8               | 164.6             |                                             |
| 最終                                            |                 |                 |                 |                   | 164.8             |                                             |

### 国外
| 国・地域       | 公開日        | 配給                          | 題名                              | 出典    |
| -------------- | ------------- | ----------------------------- | --------------------------------- | ------- |
| 韓国           | 2023年1月4日  | 넥스트엔터테인먼트월드        | 더 퍼스트 슬램덩크                | [ 121 ] |
| シンガポール   | 2023年1月7日  |                               | THE FIRST SLAM DUNK               | [ 122 ] |
| 香港           | 2023年1月12日 | 羚邦集團                      | THE FIRST SLAM DUNK（男兒當入樽） | [ 123 ] |
| マカオ         | 2023年1月12日 | 羚邦集團                      | THE FIRST SLAM DUNK（男兒當入樽） | [ 123 ] |
| 台湾           | 2023年1月13日 | 台北双喜電影                  | 灌籃高手 THE FIRST SLAM DUNK      | [ 124 ] |
| フィリピン     | 2023年2月1日  |                               | THE FIRST SLAM DUNK               | [ 125 ] |
| インドネシア   | 2023年2月22日 | CBI pictures                  | THE FIRST SLAM DUNK               | [ 126 ] |
| マレーシア     | 2023年2月26日 |                               | THE FIRST SLAM DUNK               | [ 127 ] |
| ベトナム       | 2023年4月14日 |                               | THE FIRST SLAM DUNK               | [ 128 ] |
| 中国           | 2023年4月20日 | 路画影視伝媒（Road Pictures） | 灌篮高手                          | [ 129 ] |
| アメリカ合衆国 | 2023年7月28日 | GKIDS                         | THE FIRST SLAM DUNK               | [ 130 ] |

#### アジア
台湾
2023年1月13日から公開され、中国語吹き替え版と日本語版が同時に公開された。興行収入は、公開17日で3億台湾元（約13億円）を突破し、日本映画としては、2016年の『君の名は。』を上回り、歴代2位の興行収入に到達した。吹き替えでは、以前のテレビアニメ版でも桜木花道役と宮城リョータ役を担当していた声優2人が続投。台北市信義区の新光三越台北信義新天地には、1月19日から2月15日まで映画の関連グッズを販売する期間限定の店も出現。
興行収入4億1700万台湾元（約18億円）突破し、中国語吹き替え版の興収も1億元（約4億円）突破しており、中国語吹き替え版の興収1億元突破を記念して、イベントも開催している。また、25日から28日の4連休期間には台湾各地の映画館7館で、声出し可能な「応援上映」が行われる。また、2024年11月15日から復活上映が実施された。
 韓国
公開予定日は2023年1月4日で、3月1日からはDolby Cinema版、4月5日からはIMAX版が上映された。1月4日、809スクリーンで一斉に公開が開始され、1月17日に累計観客動員数が100万人を突破した。累計観客動員数が100万人を上回った日本のアニメ映画としては7作品目となった。2月1日には累計観客動員数が200万人を突破した。2月16日には累計観客動員数が300万人を突破した。デイリー興行ランキングでは1月27日から19日連続で1位を維持した。3月5日に累計観客動員数が381万8000人を記録し、これまでの韓国で公開された日本映画の歴代興行ランキングでトップだった『君の名は。』（約367万人）を抜いて歴代1位に浮上した。4月14日には累計観客動員数を446万9600人まで伸ばしたが、448万人の累計観客動員数を達成した『すずめの戸締まり』が新たな歴代1位に浮上した。2023年の韓国映画館の興行成績ランキングは、4月下旬時点で1位が「すずめの戸締り」、2位が「THE FIRST SLAM DUNK」となっている。2025年1月4日からは公開2周年記念として最終上映が行われることが発表された。再上映に際し、2D字幕版、2D吹替版のほか、IMAX、Dolby Cinemaでも上映されることが確定している。公開日からは映画館現地で先着順イベントも実施予定。
 中国
2023年4月20日に公開された。中国でも1990年代にテレビアニメ版が放映されていたことから、公開前から注目されており、前売りのチケット販売額だけで既に約1億1560万元（約22億6000万円）を突破した。公開当日は中国全土で約18万4000回上映され、中国で公開されたアニメ映画の1日の上映回数記録を更新した。上映期間は計3回延長され、公開から122日後の2023年8月19日に終映。中国国営メディアのCGTNによると、上映期間中の観客動員数は約1817万8000人、6億5900万元（約131億8000万円）を超える興行収入を獲得した。また、2024年8月3日から復活上映が実施された。

### 国外による総評
122の国と地域で上映され、主にアジアを中心に稼いだ。国外における興行収入は200億を超えている。邦画全体としてみても200億を達成した映画は『THE FIRST SLAM DUNK』を含めて4作品しかない。また、北米では興行収入は伸び悩む結果となったが、Rotten Tomatoesによる邦画アニメベスト100において4位、バスケット映画ベスト58において1位と高評価を得ている。

## 評価

### 受賞・ノミネート
| 賞                                       | 部門                                                                                            | 対象                                                                              | 結果       | 出典            |
| ---------------------------------------- | ----------------------------------------------------------------------------------------------- | --------------------------------------------------------------------------------- | ---------- | --------------- |
| 第46回日本アカデミー賞                   | 最優秀アニメーション作品賞                                                                      | THE FIRST SLAM DUNK                                                               | 受賞       | [ 152 ]         |
| 新潟国際アニメーション映画祭             | 大川＝蕗谷賞                                                                                    | THE FIRST SLAM DUNK                                                               | 受賞       | [ 153 ]         |
| 第42回藤本賞                             | 藤本賞                                                                                          | THE FIRST SLAM DUNK                                                               | 受賞       | [ 154 ]         |
| 第27回ファンタジア国際映画祭             | 最優秀アニメーション作品賞                                                                      | THE FIRST SLAM DUNK                                                               | 受賞       | [ 155 ]         |
| 第16回ジャパン・カッツ                   | 観客賞                                                                                          | THE FIRST SLAM DUNK                                                               | 受賞       | [ 156 ]         |
| 第41回ゴールデングロス賞                 | 日本映画部門・最優秀金賞                                                                        | THE FIRST SLAM DUNK                                                               | 受賞       | [ 157 ]         |
| 第68回「映画の日」中央式典               | 特別功労章                                                                                      | 井上雄彦監督                                                                      | 受賞       | [ 158 ]         |
| FILMARKS AWARDS 2023                     | 邦画部門・１位                                                                                  | THE FIRST SLAM DUNK                                                               | 受賞       | [ 159 ]         |
| 第16回アジア太平洋映画賞                 | アニメーション映画賞                                                                            | THE FIRST SLAM DUNK                                                               | 受賞       | [ 160 ]         |
| 第36回日刊スポーツ映画大賞・石原裕次郎賞 | 新人賞 石原裕次郎賞                                                                             | 井上雄彦監督 THE FIRST SLAM DUNK                                                  | 受賞       | [ 161 ] [ 162 ] |
| 第48回報知映画賞                         | アニメ作品賞                                                                                    | THE FIRST SLAM DUNK                                                               | ノミネート | [ 163 ]         |
| 第44回ロンドン映画批評家協会賞           | 技術功績賞                                                                                      | THE FIRST SLAM DUNK                                                               | ノミネート | [ 164 ]         |
| 2024年エランドール賞                     | 特別賞                                                                                          | THE FIRST SLAM DUNK                                                               | 受賞       | [ 165 ]         |
| 東京アニメアワード2024                   | 作品賞(劇場映画部門) 個人賞(原作・脚本部門) 個人賞(監督・演出部門) 個人賞(美術・色彩・映像部門) | THE FIRST SLAM DUNK 井上雄彦監督 中沢大樹(『THE FIRST SLAM DUNK』 CGディレクター) | 受賞       | [ 166 ]         |
| 文部科学大臣賞                           | （第74回）メディア芸術部門大臣賞                                                                | 井上雄彦監督                                                                      | 受賞       | [ 167 ]         |
| クランチロール・アニメアワード2024       | 最優秀長編アニメ賞                                                                              | THE FIRST SLAM DUNK                                                               | ノミネート | [ 168 ]         |
| 第29回AMDアワード                        | AMD理事長賞                                                                                     | THE FIRST SLAM DUNK                                                               | 受賞       | [ 169 ]         |
| 第18回声優アワード                       | シナジー賞                                                                                      | THE FIRST SLAM DUNK                                                               | 受賞       | [ 170 ]         |
| 第38回日本ゴールドディスク大賞           | アニメーション・アルバム・オブ・ザ・イヤー                                                      | THE FIRST SLAM DUNK                                                               | 受賞       | [ 171 ]         |
| VFX-JAPANアワード2024                    | 劇場公開アニメーション映画部門最優秀賞                                                          | THE FIRST SLAM DUNK                                                               | 受賞       | [ 172 ]         |

### 著名人による鑑賞
置鮎龍太郎
テレビアニメ版の三井寿役を演じた置鮎龍太郎は映画を楽しみにしている意を表明しており、実際に映画を鑑賞している。2022年12月7日、自身のX上にて、「見た～♪原作を読んでた人は泣いちゃうわ、これ。勿論私も泣いた」とコメントを残している。このポストに対して、「置鮎さんの三井じゃなくてがっかりしたけど、それを覆すほど良い作品でした」「文句言いたいはずなのに宣伝される器の大きさ」「置鮎さんがこう言ってるならもう皆許してあげようよ」と様々な声が寄せられた
大塚明夫
声優の大塚明夫がネットで議論になった『SLAM DUNK』のキャスト変更騒動について、「30代〜40代前半くらいかなぁ。。スラダンぶっ刺さってる世代。声優交代はなかなか受け入れ難いよね。その気持ち、決して否定はしませんみんないい仕事してたもん！」と、キャスト変更に否定的な意見を肯定し、前任声優の技術を称賛した。このポストの約2か月後の2023年1月5日、大塚は映画を鑑賞し、自身のX上にて「スラムダンク凄かったわ。呼吸が止まったわ。もう言わない。」と称賛の意を示している。
有吉弘行
2023年1月21日放送のJFN系列のラジオ番組『有吉弘行のSUNDAY NIGHT DREAMER』にて、お笑い芸人・有吉弘行が本作に感動して「バスケットボール買いました」と告白していた。「曲もよかったし、アニメーションだけどすごいスピード感あって、映画館で見たほうがよかったね。音の臨場感もあって」と高評価を下した。
東野幸治
東野幸治は、2022年12月9日放送のABCラジオ『東野幸治のホンモノラジオ』の中で本作を見てきたことについて語った。「あんまり言えないけど。とにかく井上先生の原作・脚本・監督のアニメーションですから。結果だけ言うと、もうあの人のもんやから、なんにも言えないです。井上先生が漫画を25年ぐらい前に書いて。それで今回、井上先生が脚本を書いて。井上先生が総監督みたいなんをやってるわけよ。もう井上先生のもんやん？　だから僕らがね、ああだこうだ言うもんじゃないな、みたいな感じでずっと見させていただいたけど。まあ、あれですよ。ああ、このやり方なんだ！っていう感じの『THE FIRST SLAM DUNK』ですから。このやり方やったら、セカンドもあるやん？　行けるんちゃうの？　サードも行けるんちゃうの？」と、興奮気味に感想を語った。また、東野は2025年5月7日、インスタグラムにて「スラムダンクのお酒飲みました。三井寿の酒」と『SLAM DUNK』好きを披露する一面も見られた。
堀江貴文
実業家の堀江貴文は本作を鑑賞し、絶賛している。自身のX上にて2023年1月20日、「やっと観てきた～。最高」とコメントを残している。毒舌家として知られているため、このポストに対して「意外」との声も見られた。その後、YouTube上にて感想動画を上げている。その中で、宮城リョータがリストバンドを二つしていることに触れ、「あれを2種類はめているんですよね。それは原作の時からそうなんですけど、これはどう意味を持つのかって一切原作で説明されてこなかったはずなんですよね。意味があったんだってわかる映画の構成になっていて、どんだけスラムダンク、アナザーストーリー出てくんだよ」と感嘆の声を上げていた。
原田美枝子
女優の原田美枝子は2024年9月10日、都内で主演映画『大地の子守唄』（1976年公開、増村保造監督）のトークイベントに出席し、そこで『SLAM DUNK』について語った。「私去年、スラムダンク（『THE FIRST SLAM DUNK』）3回映画館で観たんですよ、無茶苦茶面白いんですよ。（井上雄彦監督は）いまの映画監督の中でいちばんだなと思うくらい、すごいんですよね。何がすごいって、瞬間の捉え方。一瞬をどう拡大して、どうつかむか、その捉え方。私感動したのは、皆さんご覧になってますかね（笑）、リョータのお母さん。若いんですけど、旦那さん死んじゃって長男が死んじゃって、リョータと妹を育てている。そのお母さんの質感、肌とか髪の毛とか、泣きたいけど泣かなくて生活を必死にやってる、その人の汗のにおいがするような気がしたんです。そこまできちんと（人間を）見ている人が、それをきちんと描くっていうことが素敵だなと思いました。3回観ても飽きないんです。」と映画をほめると同時に監督である井上雄彦に対しても称賛の意を示した。

### 映画の評価
Filmarks、映画.com、Yahoo!映画レビューサイト、movie walkerの4つの評価サイトにて全て4.0以上のスコアを獲得している。海外評価サイトのRotten Tomatoesでは批評家45人以上から100％の支持を得ており、井上雄彦により3Dコンピューターグラフィックスと2D手描きアニメーションが融合され、バスケットボールというスポーツを電撃的に感じさせると同時に、キャラクターを生き生きと、そして感情的に地に足の着いたものに感じさせる効果を生み出した点が称賛されている。空前絶後のネガティブ前評判を覆し、高評価獲得に成功したが、フリーライターの武藤弘樹はテレビアニメ版のイメージが強く印象に残っている場合は不満に思えてしまうかもしれないと説いており、「評価レビューには描かれてほしい原作にあったセリフやエピソードが、映画版ではたくさん省かれていて満足できなかったといった声もあったようである。」とディープなファンならではの苦悩も語っている。

## プロモーション

### THANKSプレゼント
湘北キャラのビジュアルカード
入場者プレゼント第1弾。2022年12月3日から、井上雄彦が湘北メンバー6人を描いたイラストのビジュアルカードが全国合計500万枚限定で配布された。特設サイトへアクセスしカードにスマートフォンのカメラをかざすと、湘北メンバーが動き出すAR体験を12月3日から同年4月1日まで実施。
宮城リョータ両面ミニポスター
入場者プレゼント第2弾。同年12月24日から、11歳の小学5年生の頃と高校3年生の頃の、背中で腕を組む宮城リョータをそれぞれ井上が書き下ろしたイラストの、A5サイズ両面ミニポスターを、全国合計100万枚限定で配布された。
安西先生タプタプステッカー
入場者プレゼント第3弾。2023年1月1日から、監督である安西の顎に付いた贅肉をタプタプする絵や文字で構成されたA6サイズのステッカーが、全国合計100万枚限定で配布され、同年1月14日より全国合計50万枚限定で再配布された。
THE BACKUP PLAYER IS WHAT MAKES A TEAM STRONG.ポストカード
入場者プレゼント第4弾。同年2月1日から、公開前後に井上がSNSに投稿した、湘北高校の控えメンバー7人の書き下ろしイラストによるポストカードを、全国合計50万枚限定で配布。
円陣クリアファイル
入場者プレゼント第5弾。同年2月24日から、全国合計50万枚限定配布。公開されたクリアファイルには、桜木花道、流川楓ら湘北メンバー5人が円陣を組んで気合いを入れている様子が描かれている。
横断幕ステッカー
入場者特典として、3月9日に全国合計50万枚限定で、無料のLINEスタンプのダウンロードURLが入った横断幕ステッカーを配布。
ラバーバンド2024
2024年8月13日 - 9月1日の大規模復活上映の入場者特典として、ラバーバンドが配布された。

### ムビチケ
ムビチケカード
2022年（令和4年）9月16日より一部の劇場を除く全国の上映劇場窓口とメイジャー通販サイトにて販売。宮城たち5人それぞれのキャラクタービジュアルが描かれた全5種類のカードとなっており、絵柄は選択して購入できる。
オリジナルグッズ付きムビチケカード
2022年（令和4年）9月16日よりセブン-イレブンのセブンネットショッピング、ローソンのLoppiとHMV&BOOKS online、ファミリーマート限定で予約受付を実施。アクリルボードまたは布ポスターの2種類のいずれかのオリジナルグッズが付属されており、グッズとムビチケカードには宮城たち5人のキャラクタービジュアルが1枚に描かれたものとなっている。

### LINEスタンプ
- 無料LINEスタンプの配布がスタート。スタンプは、湘北メンバーが登場。メガネ君こと木暮などのスタンプも用意されている[189][187]。

### イベント・コラボ企画
あべのハルカス
2022年（令和4年）10月29日から2023年1月9日までの期間、大阪市阿倍野区にある、あべのハルカス展望台「ハルカス300」の「天空庭園」にて「『THE FIRST SLAM DUNK』in ハルカス300」を開催。
会場には約10メートル×13.5メートルのバスケットコートが設備されたほか、展望台フロアが本作のものに装飾された空間となる。開催初日の10月29日にはオープニングイベントや子供向けの「バスケットボールクリニック」も同時開催された。
パルコ『THE FIRST SLAM DUNK』ポップアップ・ストア
PARCO3店舗において、劇場オリジナルグッズやポップアップストア限定グッズを販売する本映画のポップアップストアで、2023年2月3日に、札幌PARCOと名古屋PARCO、同年2月10日に沖縄のサンエー浦添西海岸 PARCO CITYでオープン。
『THE FIRST SLAM DUNK』聖地・伊佐市特別上映会
映画の全国上映期間である2023年（令和5年）1月22日、井上雄彦の故郷である伊佐市の伊佐市文化会館において開催された、本映画の上映会。伊佐市立大口小学校150周年の年と映画公開が重なることから、映画館が無い伊佐市で、卒業生である井上が手掛けた本映画を上映できないかと、小学生の保護者らによる実行委員会が企画。NPO法人かごしまフィルムオフィスを通してアミュプラザ鹿児島内の映画館である鹿児島ミッテ10に話を持ち掛けたが、デジタル化により映画館の設備が無ければ上映できない映画が増えていることなどから、地方での上映会のハードルは高くなっていることに加え、「全国上映中の人気作品となると、映画館以外での移動上映の許可が出る可能性はゼロに近い」と告げられるも諦めず、2022年（令和4年）6月下旬に井上の事務所に開催への熱意をメールで直談判したところ、配給を担当する東映の担当部署と繋いでもらえた。ミッテ10の協力を仰ぎながら協議を重ねるも、メールで「上映できるかわからない」と返答される状態が続いたが、12月15日に上映会の許可が出たことで実現。
ミッテ10の協力で午前と午後の計3回上映され、大口小学校の児童約450人については無料で招待。ロビーではパンフレットも販売され、本映画のポスター、本映画の告知ポスター6種類、大口小学校140周年記念に井上から学校に贈られた桜木花道のイラスト入りサイン色紙、伊佐市出身の榎木孝明、春風亭柳之助、齊木由香からの祝い花なども展示され、会場には榎木、柳之助、齊木、鹿児島県知事からの祝電も届いた。
応援上映
3月21日に全国11劇場で「声出し・歓声・応援OK」の応援上映を開催することが決定した。発声はマスク着用時のみ可能で、通常上映回よりも音量を上げて上映される。3月25日から31日の間、一部を除く全国の劇場で「応援学割」が実施されることが決まり、高校生以下の鑑賞料金を500円とした。4月2日に追加の応援上映を全国47都道府県の劇場で実施される。
ラストゲーム 5つの特別上映
終映までの1週間、特別上映を開催する。8月15日に開催された、湘北キャスト5人と井上雄彦が登壇したトークイベントを収録、編集した映像付きの特別上映を行うほか、IMAX、Dolby Cinema版の復活上映、応援上映、特別音響上映、実況解説コメンタリーが行われる。
復活上映
2024年1月23日に、1日限りの復活上映を実施することが決定した。上映劇場や時間などの詳細については、後日発表される。
大規模復活上映
2024年5月27日（月）宣伝スタッフによるYouTubeライブが行われ、映画『THE FIRST SLAM DUNK』の復活上映が決定したと発表した。上映期間は8月13 - 9月1日、383スクリーン以上という異例の大規模上映となった。後にこの大規模復活上映を日本の映画・音楽ジャーナリストの宇野維正により失敗とみなされる。宇野維正からは、『THE FIRST SLAM DUNK』が素晴らしい作品であることは言うまでもないと内容そのものを批判しているわけではなく、公開規模について疑問視しているとのこと。ただ、東映アニメの2Q（4 - 9月）決算報告によると売上高6％増、営業益49％増と過去最高業績を更新しており、仮に宇野維正が言うように失敗だったとしてもそれほど大勢に大きな影響はなかったと思われる。井上雄彦からは「復活上映して良かったと思いました」と発言されている。
大規模復活上映に対するインタビュー
奇しくも宇野維正の批判記事がでる1日前に、制作スタッフである小池隆太のインタビュー記事が掲載された。復活上映のプランは昨年の夏から進めており、決して制作スタッフらが「300館超えでやるぞ！」と、最初から戦略のように掲げていたわけではなかった。東映の営業はじめ関係者の皆さんが各劇場にオファーをした結果として、この数に着地したというのが正しいと語っている。純粋にこの数の劇場からニーズがあったとのこと。
渋谷TSUTAYAとのコラボカフェ
8月13日(火)復活上映開始を記念したイベント「THE FIRST SLAM DUNK “COURT”」を2024年8月9日(金)から9月1日(日)まで、SHIBUYA TSUTAYAが共同で開催された。8月4日18時から予約が始まり、約8000席が30分足らずで完売したほどの反響だった。
さよなら 丸の内TOEI
1960年9月20日に開業した映画館「丸の内TOEI」が、東映会館の再開発に伴い、2025年7月27日(日)に閉館する。閉館に向けた上映イベント「さよなら 丸の内TOEI」が5月9日(金)よりスタートすることが発表された。期間は2025年5月9日(金)から7月27日(日)まで。本作は7月25日 - 27日の3日間、1日1回の上映スケジュールとなっており、7月16日時点で全て満席と発表された。